# Тровање алкохолом
Тровање алкохолом или интоксикација алкохолом је акутно, пролазно стање (настало једнократним уносом алкохолног пића) или хронично, дуготрајно стање (настало пролонгираним уносом веће количине алкохола у организам, које се феноменолошки манифестују синдромом зависности од алкохола-алкохолизам).

## Фармакокинетика алкохола
Алкохол је мали, хидросолубилни, слабо наелектрисан молекул, који лако пролази кроз ћелијске мембране и брзо се, примарно, ресорбује из танког црева, мање из желуца и дебелог црева. Након ресорпције из гастроинтестиналног тракта у крвоток, током првог часа прелази око 70% алкохола.
Од момента уноса у организам концентрација алкохола у крви максималну концентрацију постиже за 40–60 минута. Његов метаболизам најизраженији у јетри (90–98%), а преостали алкохол елиминише се у непромењеном облику преко бубрега, плућа и коже.
Одрасла особа, просечне телесне тежине од 70 килограма, оксидише око 10 ml (oko 8 g) етанола за један час.

## Акутно тровање алкохолом

### Дефиниција
Акутно тровање алкохолом је пролазно стање које настаје једнократним уносом алкохолног пића и доводи до поремећаја свести, когниције, опажања, расположења и других психичких (и физичких) функција, а најчешће се испољава поремећајем понашања.

### Патофизиологија
Алкохол делује на нивоу неуронских ћелија специфично и селективно. Наиме током акутног тровања алкохолом доводи до фацилитације
ГАБА-ергичке трансмисије уз истовремену инхибицију НМДА рецептора.
Опиоидни пептиди су медијатори неких ефеката алкохола (еуфорија), док серотонин игра улогу у регулацији мотивационог и апетитивног понашања.

### Знаци и симптоми тровања
У акутном тровању алкохол у симптоматологији доминирају различити психички и соматски симптоми који то стање уврштавају и међу психичке поремећаје.
Мада је ова врста тровања реверзибилна и релативно краткотрајна, тежина клиничке слике зависи од количине и врсте унетог алкохола, а прес свега процента алкохола у крви. Знаци и симптоми тровања могу се кретати од лаганих или слабо изражених, све до израженик са пратећом комом и смртним исходом.
Тежина клиничке слике акутног тровања алкохолом зависи од његове количине у крви
| Концентрација алкохола у крви (у ‰) | Могући поремећаји                                                                             |
| ----------------------------------- | --------------------------------------------------------------------------------------------- |
| 0,5–1,5                             | Вазомоторна ексцитација, мускуломоторна ексцитација, психомоторна ексцитација                 |
| 1,5–2,5                             | Знаци прве фазе, уз непоузданост у покретима и ходу, смањење концентрације и отежано схватање |
| 2,5–3,5                             | Вазомоторна одузетост, мускуломоторна одузетост и психомоторна одузетост                      |
| > 3, 5                              | Неправилан рад виталних функција, сомноленција, сопор, кома, могућа и смрт                    |

### Лабораторијски тестови за доказивање акутног тровања алкохолом
Код акутних тровања алкохолом, када је прошло релативно мало времена од последњег пијења алкохола, најчешће се користе, у зависности од потреба, доказивање алкохола у крви користи се; тест алкотестирања издахнутог ваздуха (које се обично изводи на терену) и тестови за директно одређивање алкохола у крви и и урину, која се обавља у лабораторији.

#### Алкотестирања издахнутог ваздуха
Годинама уназад широм света службена лица која учествују у контроли саобраћаја, користе овај тест, а заједно са дијагностичким тест тракама за алкохол имају такође широку примену у рутинским или ненајављеним контролама запослених особа ради процене коришћења алкохола и других средстава злоупотребе на радном месту.
За мерење концентрације алкохола у издахнутом ваздуху најчешће се користе уређаји (различитих модела) познати под заједничким називом „алкометри“ или „бреданализатори“ . Савремени алкометри раде на принципу електрохемијске редокс реакције, при којој се на аноди алкохол оксидира до сирћетне киселине. Микропроцесор мери електричну струју насталу реакцијом, у функцији концентрације алкохола у издахнутом ваздуху.
Ови тестови брзи и јефтини, али да су намењени углавном за квалитативну или семиквантитативну анализу садржаја алкохола, па стога немају већи судскомедицински значај. Главни разлог је тај што објективне околности могу утицати на резултат алкотестирања, у која спадају стања испитаника (витални капацитет плућа, плућна обољења, фебрилна стања, концентрација хематокрита, физичка активност, хипервентилација и сл.), али и услови средине у моменту мерења (температура, атмосферски притисак, влажност и сл.).

#### Тестови за директно одређивање алкохола у крви
Одређивање нивоа алкохола у крви је најпоузданији начин који се спроводи савременим аналитичким процедурама. У случајевима који због своје природе могу проузроковати одређене правне последице (телесна оштећења, већа материјална штета, смрт итд.), судови захтевају обавезну примену ових анализа.
За директно одређивање садржаја алкохола у крви (или другим биолошким материјалима) препоручују се методе гасне хроматографије и
хемијске методе.
Методе за директно одређивање алкохола у крви.
| Методе одређивања алкохола                                            | Коментар | Ниво доказа | Степен препоруке |
| --------------------------------------------------------------------- | --- | ----------- | ---------------- |
| Гасна хроматографија са пламено-јонизационим (или масеним) детектором | - Једина је валидна метода која се користи у судско-медицинским анализама. - Омогућава раздвајање етанола од метанола. | А           | I                |
| Хемијске методе                                                       | - Неопходна је већа количина узорка за анализу и није могуће раздвојити етанол од метанола.                            | А           | IV               |

## Хронично тровање алкохолом

### Дефиниција
Пролонгиран унос веће количине алкохола у организам доводи до његове адаптације на алкохол и функционалних (а касније и органских) промена у централном нервном систему (ЦНС) које се феноменолошки манифестују синдромом зависности од алкохола или као алкохолизам.

### Патофизиологија
Дуготрајни унос алкохол доводи до активације мезолимбичког система (која је централне компоненте у организацији „феномена награде“), а мезолимбички пут укључује допаминске неуроне чија су тела смештена у вентралној тегменталној ареи, а пројектују се у предњи мозак, нарочито у једру акунбенса (nc. accumbens).
Имајући у виду да алкохол утиче на функционисање значајних неуротрансмитерских система, као последична адаптација настаје промена активности у систему неуротрансмисије.
Дуготрајно пијење алкохола доводи до редукције броја и сензитивности ГАБА рецептора,) док се супротан ефекат постиже на нивоу глутаматергичких НМДА рецептора,). Овим оштећењима успоставља се „нова равнотежа”, која даље доводи до развоја суштинских феномена зависности од алкохола — толеранције и апстиненцијалног синдрома.

## Упоредни приказ фармакодинамике акутног и хроничног тровања алкохолом
| Потенцијација ГАБА на нивоу ГАБА рецептора | Инхибиција глутамата на нивоу НМДА рецептора | Повећано ослобађање допамина |
| Релаксација, интоксикација, анестезија     | Интоксикација, амнезија, анестезија          | Еуфорија                     |

| Алтерација ГАБА-ергичке функције     | Повишење броја НМДА рецептора                  | Редукција ослобађања допамина |
| Толеранција, анксиозност, конвулзије | Дисфорија, конфузија, халуцинације, конвулзије | Дисфорија                     |